# چارلی چان و نفرین ملکه اژدها
چارلی چان و نفرین ملکه اژدها (به انگلیسی: Charlie Chan and the Curse of the Dragon Queen) فیلمی محصول سال ۱۹۸۱ و به کارگردانی کلایو دانر است. در این فیلم بازیگرانی همچون پیتر اوستینوف، لی گرانت، انجی دیکینسون، برایان کیت، رادی مک‌داول، ریچل رابرتس، میشل فایفر و جانی سکا ایفای نقش کرده‌اند.